# Острів Нансена
О́стрів На́нсена (рос. Остров Нансена) — один з островів архіпелагу Земля Франца-Йосифа. Найвища точка — 372 метри над рівнем моря. Площа — 164 км². Частково покритий льодом. Адміністративно відноситься до Приморського району Архангельської області Росії.

## Розташування
Острів Нансена лежить у центрі скупчення островів схожого розміру, розділених вузькими протоками.
На північний захід від групи острів розташована протока Аллен-Юнг, на південний схід — протока Сидорова, канал на північному сході називається протока Маркама, канал на заході — Британський канал.
У північній частині острова розташований мис Артур. На південному заході розташований мис Ушакова, названий на честь російського дослідника Арктики Георгія Ушакова, а найпівденніша точка острова називається мис Кабо-Тейлора.
Острів Нансена названий на честь арктичного дослідника Фрітьйофа Нансена, який вивчив і намітив карту архіпелагу Земля Франца-Йосипа в 1896 році.

## Прилеглі острови
- Острів Кетліца — острів витягнутої форми на північний захід від острова Нансена. Покритий льодом, максимальна висота над рівнем моря — 158 метрів.
- Острів Вілтона — невеликий острів, що лежить на північний схід від острова Нансена і відділений від нього вузькою (1 км) протокою.
- Бромідж розташований на схід від острова Нансена. Острів покритий льодовиковою шапкою, але має кілька невеликих районів біля берега, не покритих льодовиками. Найвища точка — 392 метри над рівнем моря.
- Острів Брайса лежить на південь від острова Бромідж. У центрі острова є льодовиковий покрив, але великі ділянки землі на півночі й південному заході вільні від льоду. Найвища точка — 409 метрів над рівнем моря.
- Острів Прітчетта знаходиться біля південного берега острова Нансена. Цей досить великий острів має кілька зон, вільних від льодовиків. Найвища точка — 401 метр над рівнем моря.
- Острів Блісса лежить на південь від острова Прітчетта. Частково вільний від льоду.
- Острів Джефферсона — значно менший за інші острови групи, лежить на північний захід від острова Нансена.

## Карти
- Аркуш карти U-39-XXXIV,XXXV,XXXVI о. Гукера. Масштаб: 1 : 200 000. Видання 1965 р. (рос.)
- Аркуш карти U-40-XXXI,XXXII,XXXIII остров Мак-Клинтока. Масштаб: 1 : 200 000. Видання 1971 р. (рос.)